# 陳其邁
陳其邁（1964年12月23日—），魯凱名祖邁（魯凱語：Comay)，中華民國政治人物，民主進步黨籍，現任高雄市市長，曾任立法委員、民主進步黨立法院黨團幹事長、行政院政務委員兼發言人、總統府副秘書長、民主進步黨副秘書長、行政院副院長、民主進步黨代理主席。
1996年，陳其邁當選為第三屆立法委員，於連任兩屆後在2004年轉任行政院政務委員兼發言人。2005年，在時任高雄市市長謝長廷辭職轉任行政院院長後，曾擔任代理市長職務。其後於2007年再度回中央工作，擔任總統府副秘書長，於2008年政黨輪替後改任民進黨副秘書長。2012年，獲民進黨列入全國不分區名單之中，以政黨代表身份再度成為立法委員，並於2016年時連任不分區立委一職。
2018年3月，陳其邁在民進黨高雄市市長初選民調中勝出，獲民進黨提名為高雄市市長選舉候選人，同年11月辭去立法委員職務投入選戰，但最終敗於中國國民黨候選人、前臺北農產運銷公司總經理韓國瑜。2019年1月，接任行政院副院長，三度進入中央工作。
2020年6月，韓國瑜罷免案通過後，同月陳其邁獲民進黨徵召參與市長補選，因此請辭行政院副院長職務，並於同年8月15日在補選中以70.03%的得票率擊敗中國國民黨候選人李眉蓁和台灣民眾黨候選人吳益政，當選新任市長，得票率也超過2014年九合一選舉時任市長陳菊的68.09%得票率，為高雄市目前得票率最高的市長，並於2022年連任。2022年11月，蔡英文因民進黨在九合一選舉中慘敗而辭去黨主席，由陳其邁擔任代理黨主席。

## 早期生涯
陳其邁出生於基隆市，兩歲時移居高雄市，前後就讀高雄市私立道明高級中學國中部、高雄市立高雄高級中學。高中畢業後，取得中山醫學院醫學士及國立臺灣大學公共衛生研究所預防醫學硕士的學位。他是政治人物陳哲男與陳辜美貴的次子，有一名哥哥（陳其堯）和一名妹妹（陳書芸）。
大學期間，他多次參加學運，曾在1989年228公義遊行時任高雄地區副總指揮。在就讀臺大醫學院公共衛生研究所時，擔任其父立法委員辦公室主任。1994年，他幫助陳哲男法擬「全民健保法」及「老人福利法」，同年出任地下電台蕃薯之聲電台台長。就讀研究所時，他參加潛水社，並養成潛水的興趣。
碩士畢業後，他陸續擔任長庚醫院實習醫師、臺北醫學大學講師、倫敦政治經濟學院訪問學者。

## 早期政治生涯

### 高雄市立法委員
1995年，陳其邁受民進黨徵召參選高雄市第一選舉區（北區）立法委員，以第四高票當選，更以三十歲之齡成為當年選舉史上最年輕的男性立委。當選後，陳其邁加入正義連線派系，並在1998年至2000年任派系秘書長。1998年，陳水扁支持林義雄競選民主進步黨主席，之後出任林義雄競選黨主席的執行總幹事。1998年底陳水扁連任臺北市市長失利後，陳其邁便陪著陳水扁四處訪問。此外，陳也在此時擔任臺灣醫界聯盟執行委員。
1998年底，陳其邁以全國最高票連任立委，並在其後任立法院民進黨黨團副幹事長。1999年，34歲的陳其邁擔任立法院民進黨黨團幹事長，是立法院有史以來最年輕的幹事長。
同年，陳水扁代表民進黨參選總統，為了吸引選票，喊出新中間路線口號。之後陳其邁便與馬永成翻譯提出中間道路學說的西方政治學家的著作，為陳水扁的新中間路線造勢。2000年陳水扁就任總統後，為改變正義連線在黨內少數派系和民進黨在立法院少數黨的困境，陳其邁發起成立主流聯盟，並任發言人一職。同時，還號召在1960年代左右出生的立委組成跨派系的「六〇社」，網羅高志鵬、蔡煌瑯、段宜康、卓榮泰等年輕立委入社。
2001年12月，以第二高票再度連任立委。2002年，陳在民進黨中提出黨政合一的路線主張。9月，陳為促進臺灣與日本政治經濟的交流，又與25位民進黨青壯派立法委員成立「台日政治菁英會」。同時，正義連線為學習新潮流系並重整派系，原本規劃由陳其邁出任會長，不過陳在立法院黨團三長選舉失利後打消此意。2003年，陳其邁二度擔任民進黨立法院黨團幹事長。6月，陳水扁創辦的凱達格蘭學校第一期國家領導與發展策略班開學，許多金控公司、國營企業董事長、立法委員皆為學員。陳其邁亦被規劃參加，畢業後不久後擔任凱達格蘭學校校友會首任會長。

### 行政院政務委員
2004年3月20日，陳水扁連任總統，陳其邁成為閣員的熱門人選。時任行政院院長游錫堃曾多次詢問陳其邁的意見，最後陳出任政務委員兼行政院發言人。

### 高雄市代理市長
2005年2月1日，在高雄市市長謝長廷成為閣揆之後，任命陳其邁為代理市長，陳其邁在當年以不惑之齡成為臺灣歷史上最年輕的直轄市首長，任內他積極鼓勵電影導演到高雄拍戲，以行銷高雄。名導蔡明亮的《天邊一朵雲》就是在高雄蓮池潭、河堤社區取景。知名導演侯孝賢、鄭文堂等導演，也陸續在高雄取景拍攝電影。2005年7月，高雄市正式成為2009年世界運動會的主辦城市。8月，陳其邁因高捷泰勞暴動案負責而請辭，並成為英國倫敦政經學院訪問學者。

### 政務及黨務職

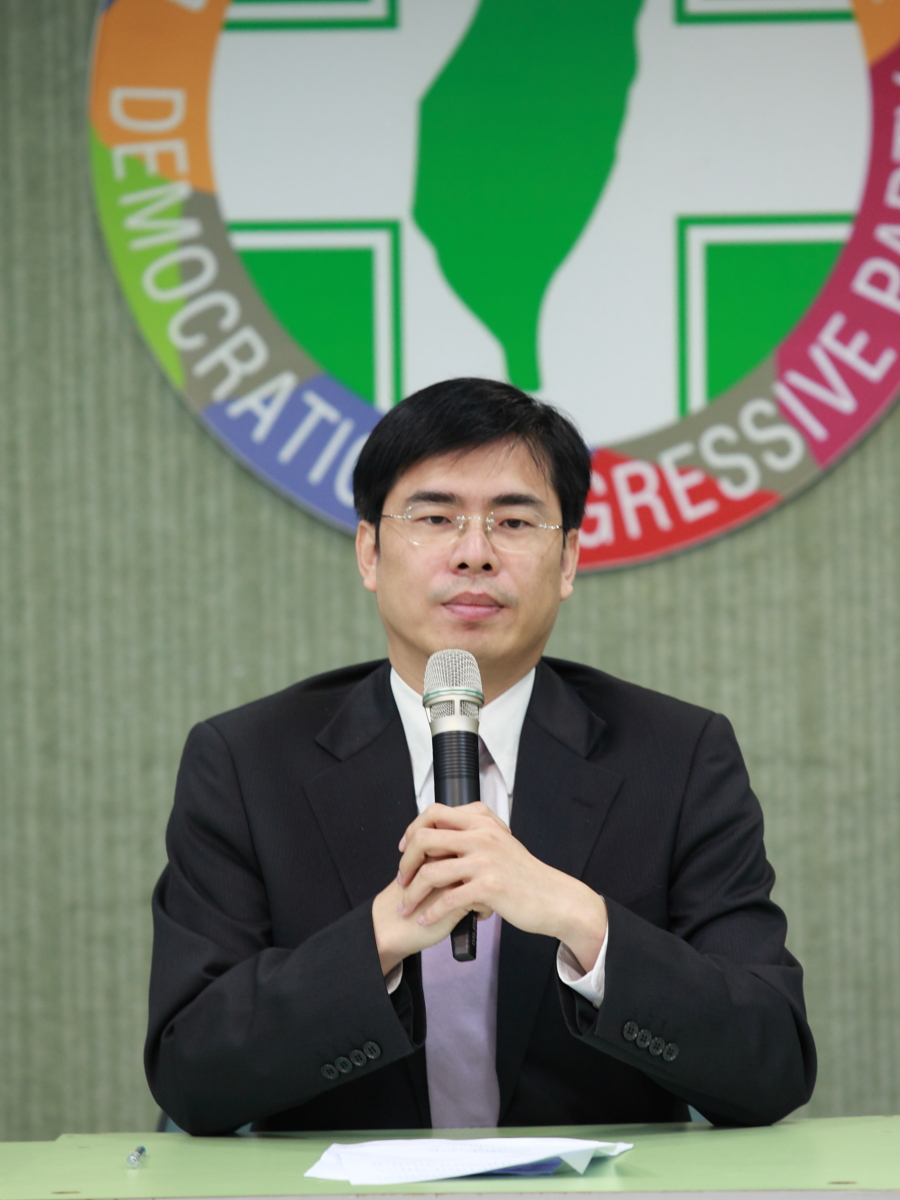
時任民進黨發言人陳其邁

2007年2月11日，返台接任總統府副祕書長，隨後在2008年5月，接任民進黨副秘書長。
2009年，陳其邁在八八水災期間親自深入災區協助運送物資、指揮調度相關救災工作。
2011年5月，進入蔡英文競選團隊，接任民進黨政策委員會執行長兼發言人。

#### 走路工案
法院指出，陳其邁、管碧玲、蕭裕正等人在2006年12月8日晚間接獲蒐證錄影，經過勘察後發現影片中確實有兩名男子發錢後呼籲民眾要票投「一號」且身旁有人身穿黃俊英競選總部背心。法院因而認為陳菊陣營在主觀上有相當理由確信黃俊英陣營有人賄選，而召開記者會。不起訴書指出，所謂「走路工事件」，經檢方偵查結果，既非陳菊陣營自導自演，而係事實，自非屬謠言或不實之事，與誹謗罪構成要件不符。
法院指出，全案係「黃俊英競選總部雲林縣後援會」執行長蘇萬基擔心他的後援會在黃俊英的造勢晚會動員人數不足，有失面子，於是請託同鄉楊慶德委託綽號「古意」的古鋅酩幫忙動員。而「古意」和另一綽號「黑松」的蔡能祥自行起意發給每位願意參加黃俊英造勢晚會的人每人500元新台幣的酬勞。至於蘇萬基與楊慶德是否涉入賄選，則因罪證不足獲得不起訴處分。至於「古意」等人在遊覽車上發錢時提及「投票給市議員一號候選人黃柏霖、市長也投一號」，檢方調查後認定係「古意」應遊覽車上另一位民眾要求才臨時起意這麼說。
最終檢調機關認定，高雄市長大選「走路工案」並非陳菊陣營自導自演，而黃俊英、黃柏霖也不知情。法院認為，雖然陳菊陣營記者會上所貼「黃俊英賄選抓到了！」大字報，內容未加「陣營」或「？」有欠嚴謹，但陳菊陣營在選前深夜召開記者會是「接獲情資確認為真實」、「乃時間上所不得不然」，缺乏「真實惡意」，而且選舉期間也沒有法律假期（選舉期間法院維持正常運作），實難認為陳菊陣營有何誹謗之故意。

#### 協助藝術團體發展
2018年11月，紙風車劇團執行長李永豐表示，紙風車從成立自今12年來，陳其邁默默地支持紙風車、幫忙募款、解決所有的困境。李永豐說，陳其邁在今年的高雄市長選舉並沒有請求劇團的幫忙，該團體董事小野因為公開支持陳其邁而遭受網軍攻擊，陳其邁還打電話來慎重道歉。

## 重返立法院

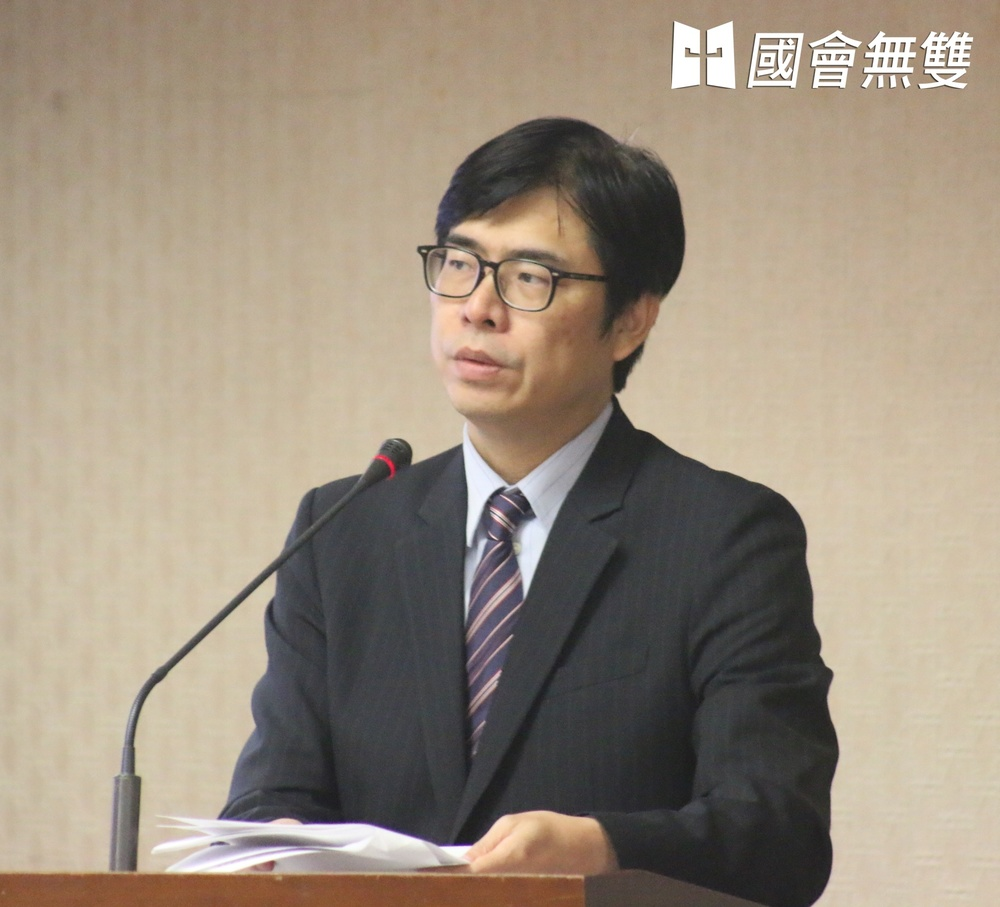
立法委員陳其邁質詢行政院官員

2011年3月，陳其邁和李昆澤皆參加民進黨高雄市第6選區立委初選，經協調後，陳其邁由前行政院長謝長廷陪同，在高雄市黨部開記者會表態退出黨內初選，並由李昆澤出線角逐立委。陳其邁於是爭取民進黨不分區立委提名，於2011年6月29日，獲得民進黨中執會提名，成為2012年立法委員選舉不分區名單之第8位。
2016年，陳其邁任職立法院第九屆不分區立委。
2018年11月3日，陳其邁宣布辭去立委一職以專注於高雄市市長選舉。在兩次任期内，屢獲為公督盟立法委員評鑑為優秀立委以及評鑒前三名。

#### 任内政績
2014年高雄氣爆事故期間曾協助救災與災後復原事宜，任內成功邀請前股王，被動元件製造商「國巨」回到高雄的大發工業區投資數百億元設立新廠、成功讓行政院投資100億元開發橋頭新市鎮、橋頭科學園區，並預計於2019年3月可開始招商。
在其任内，通過政黨及其附隨組織不當取得財產處理條例、公職人員選舉罷免法第47條修正案、 地方制度法第四十四條及第四十六條條文修正草案，將地方議會議長、副議長選舉、罷免方式改為記名投票、社會秩序維護法第八十五條條文修正草案，增訂無故撥打警察機關報案專線且經勸阻不聽者之處罰，也廢除了公職人員選舉罷免法中「罷免不得宣傳」規定。

#### 不當黨產
立法院內政委員會在處理《不當黨產處理條例》草案。因國民黨團未依規定提書面意見，內政委員會召委陳其邁委員宣布確認議事錄內容。國民黨立院黨團批評陳其邁漠視程序正義，用多數暴力處理，不當黨產條例的政黨範圍只針對民國76年以前成立的政黨。
中國國民黨批評陳其邁急著把不當黨產條例審完，明明會期還很長，民進黨卻還動用表決，本周還延長開會時間到全案討論完畢才結束，是政治追殺。國民黨批評民進黨為了政治追殺不擇手段，是反民主的惡劣示範，國民黨立法院黨團決定集體離席來表達憤怒。陳其邁則回應指出，從2002年起，民進黨提出不當黨產處理條例，總共被國民黨杯葛306次，始終不見天日，2017年從3月4日到6月6日，共開了4次會議，國民黨在會議中時常天馬行空，進行程序杯葛，有阻擋法案通過的意圖。陳其邁表示，不當黨產嚴重傷害民主政治的公平性，希望國民黨可以不再用黨產選舉，而是靠理念價值博得民心。

## 2018年高雄市市長選舉
2018年陳其邁從黨內初選脫穎而出代表民主進步黨參選高雄市長。陳其邁的高雄市長理念及相關政見獲得林昶佐、洪慈庸及黃國昌等時代力量黨籍立委的支持。 黃國昌說：「對陳其邁接下高雄市政充滿高度期待，也相信陳其邁領導高雄市政可以發展更好。雖然我跟其邁分屬不同黨派，但在很多重要進步價值上，『我們是相同的』」；洪慈庸表示：「我曾在高雄工作，其實當初很想在高雄買房，我覺得當高雄人是件很驕傲的事！」；林昶佐則說，陳其邁和競選對手都曾經是立法委員，但競爭對手卻從來沒關心過國民黨執政長久以來南北資源分配不均的問題，現在要來選高雄市長才講的自己好像很關心。 台北市長柯文哲辦公室總幹事小野也拍影片，力挺陳其邁。
來自高雄的作家藤井樹，以一席「我不會跟一個一碰面就說我又老又窮的人交朋友。所以我挺其邁的。」表態支持陳其邁的理念。陳其邁學運時期的戰友羅文嘉表態支持陳其邁。國立政治大學教授徐世榮公開支持陳其邁，稱讚他踏實低調。徐世榮說，當初苗栗大埔事件發生時，陳其邁對他們其實有許多協助，例如力促《土地徵收條例》的修法。
陳其邁在2018年11月8日，偕同政策白皮書的編輯群包含陳其邁就讀國立台灣大學公共衛生研究所時的老師陳建仁、70名來自南台灣各領域的教授、國立中山大學校長鄭英耀共同發表《政策白皮書》。校長鄭英耀指出，高雄市已脫離文化沙漠，現在的高雄是一個充滿藝術、美學的城市；當我們在談經濟時，不忘藝術美學，才不會顯得財大氣粗；陳其邁構築的經濟首都政策白皮書，是花一年半的時間才完成的政策白皮書。 文化界要角，知名導演柯一正錄製影片，呼籲選民要相信誠實、認真，行事低調的陳其邁，來作為領導者。基進黨高雄黨部主任委員陳柏惟亦表態支持陳其邁，因為他認為陳其邁競爭對手並不了解高雄，許多政見和「高雄發大財」、“成為全台首富”等口號經過深究之後發現並不明確且其高雄人口未來每年以6%速度增加，十年到達500萬人、愛情摩天輪、南海開採石油等政策的可行性不符常理。

### 競選過程
陳其邁認為當前高雄正面對四個挑戰：經濟結構轉型、空氣汙染嚴重、人口結構老化，青壯年外流其他縣市、財政困難，舉債空間有限。
陳其邁表示他若當選市長，將擴大民眾的租金補貼針對媒體詢問是否效仿韓國瑜將恢復議員配合款，陳其邁表示「不會」。關於高雄未來的交通政策，陳其邁則提到未來若當選，要加速路竹延伸線及高雄捷運黃線的工程，並爭取林園延伸線（蔡英文總統已口頭允諾）及高雄鐵路地下化延伸楠梓。他也強調母語是民族靈魂，不該要學生回家自己跟父母學台語、客語、原住民語等被聯合國警示為瀕危的母語。（參見：國語運動）關於環境綠美化，陳其邁表示高雄鐵路地下化完工可與目前興建中的捷運黃線紅線串聯。他預告未來要啟動大車站計畫，透過左營新站、高雄車站及鳯山車站周邊都更、開發商圈及社區並加速將舊鐵道沿線改建成水綠園道；以及爭取台鐵地下化延伸到楠梓區，縫合楠梓交通及生活圈。而針對原先隸屬高雄縣內陸的區域發展，陳其邁表示現在高速鐵路下的橋下道路只到阿蓮區，尚未延伸到燕巢區，未來他會將高鐵橋下道路從從台南市仁德區延伸到市區並銜接國道10號，連結大台南都會區與高雄都會區。除此之外，還要將國道10號延伸至六龜區，帶動大旗山區美濃區的觀光發展及農產運銷，並同時強化路竹區、岡山區、旗山區、美濃區等區域交通轉運功能，擴大庄頭巴士及公車小黃（具有公車功能的計程車），提升偏鄉的交通水準。他也承諾如果當選高雄市長將親任觀光委員會召集人，當觀光業者最堅強的靠山，預算倍增2千萬元吸引更旅客來訪。
在協助年輕高雄子弟的創業與技術創新方面，陳其邁陣營表示，未來高雄市政府將盤點閒置公有地，興建20個新創基地並提供租金減免，做為青年創業的空間。新創基地內會提供創業人所需的技術與資金上的協助。
，以Co-working（共享工作）、incubators（孵化器）、accelerator（加速器）提供創業人各種資源上的協助，並協助企業育成。而共享工作場域、新創基地將與大學院校結合，除此之外還會開放設備讓有需要的民眾或中小企業承租使用。而高雄銀行計畫轉型成新創投資銀行，提供青年小型創業貸款。拉高青年創業貸款額度、壓低利率，但是輸了。
陳其邁的招商政見為整合高雄市政府各部門，成立單一窗口負責產業接洽，以解決高雄產業面臨的缺水、缺地、缺電、缺人等問題，陳其邁預計要加速開發仁武產業園區，吸引台商回流。
針對網友詢問陳其邁的「打造高雄成為智慧城市」政見背後是否有參考PTT創辦人杜奕瑾的意見？」杜奕瑾回覆表示：「智慧城市是台灣人工智慧實驗室的研究題目，今年（2018）3月陳其邁有討論。實驗室中立支持『所有』民主優秀候選人所提好的人工智慧產業想法，目前有主動來討論過且提過想法的就兩個市長候選人，網路找得到。我是高雄人沒錯，老家還在那裡。」
而網路搜尋到的結果，除了陳其邁之外，就是台北市長柯文哲。

### 行政院副院長

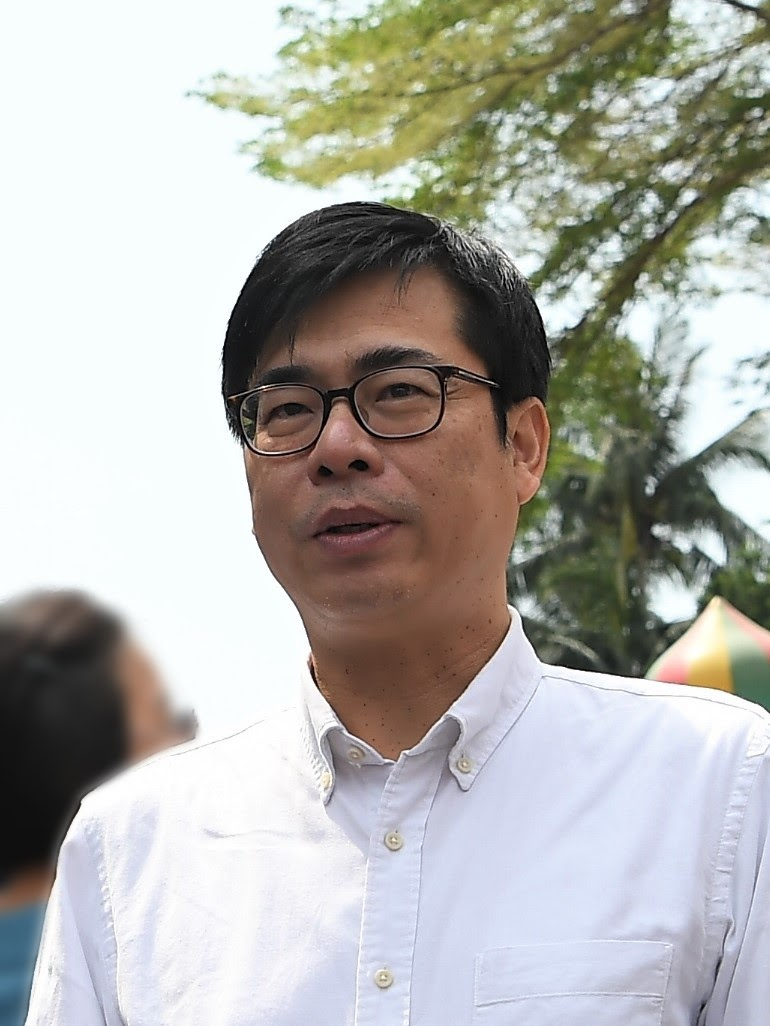
行政院副院長時期的陳其邁

2019年1月11日賴清德內閣總辭後，蔡英文總統宣布，由蘇貞昌與陳其邁分別接任行政院院長、副院長。

## 高雄市市長

### 補選
2020年6月6日，高雄市第3屆市長韓國瑜遭到罷免，中央選舉委員會依法應於3個月內舉辦市長補選，在此之前暫由行政院任命楊明州為代理市長。2020年6月17日，陳其邁接受民主進步黨徵召，參與高雄市市長補選。在行政院院長蘇貞昌的同意下，陳其邁辭去行政院副院長一職，辭職於19日生效。
2020年8月15日，成功以671,804票擊敗其他候選人並勝選高雄市市長補選。同月24日正式連同其他局處首長上任。

### 連任高雄市市長，並暫任民主進步黨代理黨主席
2022年11月26日，2022年九合一地方選舉結果揭曉，雖然陳其邁連任高雄市市長，但身為執政黨的民進黨僅守住五個縣市，是自創黨後參與1989年中華民國縣市長選舉以來最嚴重的慘敗。兼任黨主席的總統蔡英文於當晚9時許為敗選負責，宣布辭去黨主席一職。當天深夜即有媒體透露黨內高層經過討論，可能推舉具有當然中常委身分的陳其邁，暫時代行黨主席職務。
2022年11月30日，民進黨敗選後第一次召開例行中常會，會中正式推選陳其邁為代理黨主席。

## 個人生活
陳其邁和婦產科女醫師吳虹結婚，夫妻二人共育有一子（陳政通）一女（陳政圓）。

## 選舉紀錄
| 年度 | 選舉屆數             | 選舉區                                 | 所屬政黨   | 得票數    | 得票率 | 當選標記      | 備註          |
| ---- | -------------------- | -------------------------------------- | ---------- | --------- | ------ | ------------- | ------------- |
| 1995 | 第三屆立法委員選舉   | 高雄市第一選舉區                       | 民主進步黨 | 38,367    | 10.60% |               | [ 63 ] [ 64 ] |
| 1998 | 第四屆立法委員選舉   | 高雄市第一選舉區                       | 民主進步黨 | 98,553    | 22.44% | [ 65 ] [ 66 ] |               |
| 2001 | 第五屆立法委員選舉   | 高雄市第一選舉區                       | 民主進步黨 | 56,550    | 14.49% | [ 67 ] [ 68 ] |               |
| 2012 | 第八屆立法委員選舉   | 全國不分區及僑居國外國民立法委員選舉區 | 民主進步黨 | 4,556,424 | 34.62% | [ 69 ] [ 70 ] |               |
| 2016 | 第九屆立法委員選舉   | 全國不分區及僑居國外國民立法委員選舉區 | 民主進步黨 | 5,370,953 | 44.06% | [ 71 ]        |               |
| 2018 | 第三屆高雄市市長選舉 | 高雄市                                 | 民主進步黨 | 742,239   | 44.80% |               |               |
| 2020 | 第三屆高雄市市長補選 | 高雄市                                 | 民主進步黨 | 671,804   | 70.03% |               |               |
| 2022 | 第四屆高雄市市長選舉 | 高雄市                                 | 民主進步黨 | 766,147   | 58.10% |               |               |

## 著作及譯作

### 著作
| 年份   | 書名                          | 作者           | 出版社         | ISBN               |
| ------ | ----------------------------- | -------------- | -------------- | ------------------ |
| 1995年 | 《新黨震盪》                  | 廖雨辰，陳其邁 | 台北：希望出版 | ISBN 9579243018    |
| 1995年 | 《台灣陣痛 急診台灣公共政策》 | 陳其邁         | 千華出版       | ISBN 9786666243876 |

### 譯作
| 年份   | 書名                                       | 作者          | 譯者           | 出版社         | ISBN            |
| ------ | ------------------------------------------ | ------------- | -------------- | -------------- | --------------- |
| 1999年 | 《顛覆左右：新世代的第三條路》             | 東尼·布萊爾   | 馬永成，陳其邁 | 台北：時報出版 | ISBN 9571329584 |
| 2001年 | 《失控的世界：全球化與知識經濟時代的省思》 | 安東尼·紀登斯 | 陳其邁         | 台北：時報出版 | ISBN 9571333050 |

## 榮譽

### 中華民國勛章獎章
- 三等景星勳章（2008年5月14日於台北總統府頒授）[72]

## 外部連結
- 陳其邁的Facebook專頁
- 陳其邁的Instagram帳戶
- 陳其邁的X（前Twitter）
- YouTube上的陳其邁頻道

| 中華民國政府職務                   | 中華民國政府職務                                     | 中華民國政府職務                 |
| ---------------------------------- | ---------------------------------------------------- | -------------------------------- |
| 高雄市政府（縣市合併前）           |                                                      |                                  |
| 前任： 謝長廷                      | 高雄市市長 代理 2005年2月1日－2005年9月26日          | 繼任： 葉菊蘭（代理） 正任：陳菊 |
| 高雄市政府（縣市合併後）           |                                                      |                                  |
| 前任： 楊明州（代理） 正任：韓國瑜 | 高雄市市長 第三屆補選、第四屆 2020年8月24日－        | 現任                             |
| 行政院                             |                                                      |                                  |
| 前任： 施俊吉                      | 行政院副院長 第三十七任 2019年1月14日－2020年6月19日 | 繼任： 沈榮津                    |
| 政党职务                           |                                                      |                                  |
| 民主進步黨                         |                                                      |                                  |
| 前任： 蔡英文                      | 民主進步黨主席 代理 2022年11月30日－2023年1月18日    | 繼任： 賴清德                    |